# Неофит II Сисанийски
Неофит II (на гръцки: Νεόφυτος, Неофитос) е гръцки духовник, сисанийски митрополит на Цариградската патриаршия от 1792 до 1811 година.

## Биография
Роден във влашкото пиндско село Авдела. Служи като дякон на митрополит Григорий Гревенски от 1762 година и на митрополит Гавриил Гревенски от 1778 година.
На 30 януари 1792 година е ръкоположен за еритрейски епископ, викарий на Гревенската митрополия. Ръкополагането е извършено от митрополит Генадий Костурски, в съслужение с епископите Теофилакт Титуполски и Дионисий Колонийски. В приписка в един миней, издаден във Венеция в 1768 година и пазен в Завордския манастир, пише, че Неофит е назначен за гревенски митрополит на 30 януари 1792 година от костурския митрополит.
На 27 август 1792 година е избран за сисанийски митрополит в Сятища. Със свои пари възобновява сградата на митрополията, на която има възпоменателен надпис:
| „ | Πολλοὶ μὲν κατὰ θυμὸν ἔθεντο ἐγεῖρ’ ἐνταυθὶ Μητρόπολιν γλαφυρήν, οὔ τις ὅμως οἷος ἦν· μοῦνος κλεινὸς Νεόφυτος λίπε κτῆμα ἐὸν ἥν δε, τοῖς δὲ μετ’ αὐτὸν ἔδω οἰκίαν ἀριΐστην. | “ |

| „ | Много са искали да издигнат тук красива митрополия, но никой не е успял. Само прочутият Неофит остави тук своя строеж и за тези след него отлична сграда. | “ |

Неофит освещава и голямата катедрална църква „Свети Димитър“, която започва да се строи още при епископ Даниил.
Умира в 1811 година.